# La Forteresse de Churchill
Pour plus de détails, voir Fiche technique et Distribution.
La Forteresse de Churchill (titre original : Churchill's Island) est un film documentaire canadien réalisé par Stuart Legg (en) pour l'Office national du film du Canada en 1941. Ce court documentaire de 21 minutes relate la défense de la Grande-Bretagne contre l'Allemagne au début de la Seconde Guerre mondiale.
Le film obtint l'Oscar du meilleur film documentaire. C'est la première fois que cet Oscar est décerné.

## Synopsis
Le film commence par la bataille d'Angleterre, menée par l'armée de l'air allemande en 1940, qui avait pour but la destruction de la force aérienne britannique en vue d'une invasion du Royaume-Uni. Lorsque l'Allemagne réalisa que la bataille dans les airs ne pouvait être gagnée, elle changea d'objectif en choisissant plutôt de couler tous les navires qui tenteraient de se rendre sur l'île. Pendant ce temps, l'Angleterre se préparait à une invasion allemande par les côtes sud, bien déterminée à repousser toute attaque, et transformant le pays en une forteresse.
Le narrateur termine en disant qu'avec l'aide des États-Unis, du Canada et des autres Alliés, l'Angleterre ne sera jamais vaincue et dit clairement aux allemands "Come, IF YOU DARE!" (littéralement "venez, SI VOUS L'OSEZ!").

## Fiche technique
- Titre : La Forteresse de Churchill
- Titre original : Churchill's Island
- Réalisation : Stuart Legg
- Musique : Lucio Agostini
- Narration : Lorne Greene
- Production : Stuart Legg
- Société de production : Office national du film du Canada
- Pays :  Canada
- Genre : Documentaire
- Durée : 21 minutes
- Dates de sortie : 
  -  Canada : 1941

## Distinctions
Le film a reçu l'Oscar du meilleur film documentaire.